# Mauzé-sur-le-Mignon
Mauzé-sur-le-Mignon település Franciaországban, Deux-Sèvres megyében. Lakosainak száma 2917 fő (2022. január 1.). Mauzé-sur-le-Mignon Cram-Chaban, Saint-Pierre-d’Amilly, Saint-Saturnin-du-Bois, Prin-Deyrançon, La Rochénard és Val-du-Mignon községekkel határos.

## Népesség
A település népességének változása:
| Lakosok száma | 2755 | 2767 | 2846 | 2818 | 2848 | 2891 | 2893 | 2893 | 2917 |
|               | 2013 | 2015 | 2016 | 2017 | 2018 | 2019 | 2020 | 2021 | 2022 |